# Добро дошли у Викедфорд
Добро дошли у Викедфорд је епизода Дилан Дога објављена у свесци бр. 131. у издању Веселог четвртка. Свеска је објављена 22. фебруара 2018. Коштала је 270 дин (2,4 €). Имала је 94 стране.

## Оригинална епизода
Оригинална епизода под називом Benvenuti a Wickedford објављена је у бр. 340. оригиналне едиције Дилана Дога која је у Италији изашла 27. децембра 2014. Епизоду је нацртао Марко Николи, сценарио наоисао Микеле Меда, а насловну страну нацртао Анђело Стано. Коштала је 3,5 €

## Кратак садржај
Након пензионисања (ДД-129), инспектор Блок се преселио у мало место под именом Викедфорд. Дилан долази да га посети, али заједно с њим упада у авантуру мистериозног убиства троје тинејџера који долазе у Викедфорд на рок концерт.

## Инспирација филмском уметношћу
Епизода се ослања на мотиве филма Дејвида Линча Човек слон (1980).

## Претходна и наредна епизода
Претходна епизода носила је наслов Анархија у Уједињеном Краљевству (бр. 130), а наредна У служби хаоса (бр. 132).